# Minduri
Minduri é um município brasileiro do estado de Minas Gerais.

## Geografia
Conforme a classificação geográfica mais moderna (2017) do IBGE, Minduri é um município da Região Geográfica Imediata de Caxambu-Baependi, na Região Geográfica Intermediária de Pouso Alegre.

### Circunscrição eclesiástica
A paróquia do Sagrado Coração de Jesus pertence à Diocese de São João del-Rei.

## História
- Fundação: 12 de dezembro de 1953 (71 anos).

## Administração
- Prefeito: José Ronaldo da Silva (2017/2020)
- Vice-prefeito: José Darcy Teixeira
- Presidente da câmara: João Luiz Lindolfo (2013/2014)
- Vereadores: Adão Rodrigues de Oliveira, Adilson de Oliveira, Amarildo Izalino da Silva, Giovani Vilela Alves, João Luiz Lindolfo, João Francelino, Maria Cecilia Alves Vilela, Peterson Andrade Ferracciu e Raquel Aparecida da Silva.   (2013/2016)

## Operação Canaã
Em 2013 a Polícia Federal, com apoio do Ministério do Trabalho e Emprego (MTE) e do Ministério Público do Trabalho (MPT) deflagou a "Operação Canaã", com o objetivo de fiscalizar fazendas e estabelecimentos comerciais da seita religiosa "Comunidade Evangélica Jesus a Verdade que Marca". Segundo as investigações de campo realizadas pela polícia federal, os líderes circulavam em veículos luxuosos  e mantinham os adeptos em profunda doutrinação religiosa. Em 2015 a Polícia Federal realizou a operação "De volta a Canaã", que prendeu temporariamente seis supostos líderes da seita. Entre os presos estavam dois vereadores, um de Minduri e outro de São Vicente de Minas.